# Herman Klare
Hermann Klare (Hameln, 12 de maio de 1909 — Dresden, 22 de agosto de 2003) foi um químico alemão.

## Obras selecionadas
- Technologie und Chemie der synthetischen Fasern aus Polyamid. Berlin 1954
- Synthetische Fasern aus Polyamiden: Technologie und Chemie. Berlin 1963 (als Mitautor)
- Die Akademie der Wissenschaften der DDR: Zum 275. Jahrestag der Gründung der Akademie. Berlin 1975
- Geschichte der Chemiefaserforschung von den Anfängen bis zur Gegenwart. Berlin 1985